# Tipula luteilimbata
Tipula luteilimbata är en tvåvingeart som beskrevs av Alexander 1944. Tipula luteilimbata ingår i släktet Tipula och familjen storharkrankar.
Artens utbredningsområde är Ecuador. Inga underarter finns listade i Catalogue of Life.